# ビュルギウス (クレーター)
ビュルギウス(Byrgius)は月のクレーターであり、月の西側にある。ビュルギウスは地球から見ると月の縁にあるので、楕円形に強く歪められて見える。北西にはラマルク (クレーター)という壊れたクレーターが存在する。ビュルギウスの縁は侵食されていて、東の縁にビュルギウスAが重なっており、北西にはビュルギウスDがある。クレーターの底は比較的平らであり、多くの小さなクレーターにより底は目立たなくなっている。ビュルギウスAは400km以上に渡る光条を持っている。

## 従属クレーター
ビュルギウスのごく近くにある小さな無名のクレーターについては、アルファベットを付加することによって識別される。
| 名称 | 月面緯度 | 月面経度 | 直径  |
| ---- | -------- | -------- | ----- |
| A    | 24.5° S  | 63.7° W  | 19 km |
| B    | 23.9° S  | 60.8° W  | 23 km |
| D    | 24.1° S  | 67.1° W  | 27 km |
| E    | 23.5° S  | 66.2° W  | 18 km |
| H    | 23.7° S  | 62.4° W  | 27 km |
| K    | 23.0° S  | 61.8° W  | 14 km |
| N    | 22.3° S  | 63.1° W  | 20 km |
| P    | 22.6° S  | 64.1° W  | 19 km |
| R    | 26.5° S  | 60.7° W  | 7 km  |
| S    | 26.2° S  | 61.4° W  | 43 km |
| T    | 25.1° S  | 61.5° W  | 5 km  |
| U    | 25.8° S  | 67.2° W  | 13 km |
| V    | 26.0° S  | 67.8° W  | 9 km  |
| W    | 26.1° S  | 68.5° W  | 14 km |
| X    | 25.7° S  | 65.4° W  | 6 km  |